# Bestia triumphans
Bestia triumphans (lat. „vítězící obluda“) je manifest z roku 1897, který Vilém Mrštík napsal v rámci odborné i literární polemiky ohledně bourání v historickém centru v zájmu asanace Prahy, která se rozběhla roku 1896. Ve své eseji brání historický ráz Prahy a zejména Malé Strany proti kulturnímu vandalismu. Kritizuje a zesměšňuje metody Městské rady a obecních starších, lobbistické mechanismy, ignorování stanovisek odborníků a nesmyslné ničení historických památek.
Sousloví bestia triumphans se pak vžilo jako hodnotící označení případů, kdy cenná historická zástavba musí ustoupit jiným zájmům. Byla tak také nazvána anticena udělována za přínos k ničení hmotného kulturního dědictví ČR.

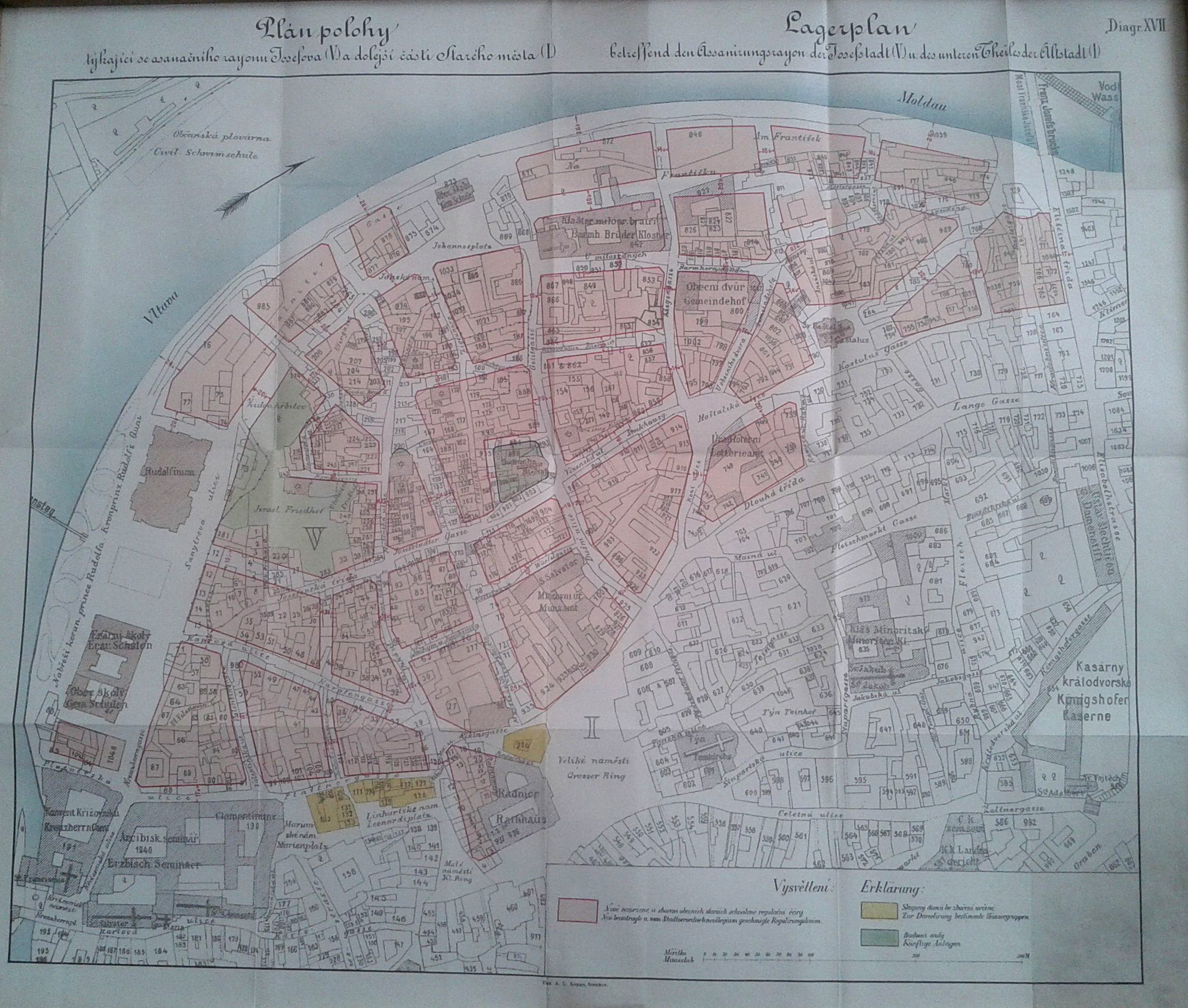
Plán Pražské asanace (Václav Houfek)

## Obsah

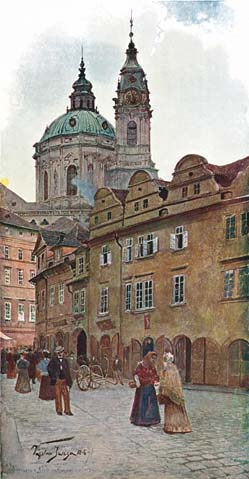
Václav Jansa – Karmelitská před průlomem

Vilém Mrštík v eseji Bestia triumphans kritizuje postupy a machinace při asanaci Malé Strany. Ironizuje snahu představitelů města cíleně likvidovat památky jako připomínku středověké historie Prahy, ve které spatřují její zaostalost. Zesměšňuje praxi měnění názvů ulic a náměstí, které připomínají trhy se zemědělskými produkty (Senovážné náměstí - Havlíčkovo náměstí) nebo jiné středověké termíny (Ostruhová ulice – Nerudova). Podobně ironizuje cílené používání středověkého názvu Menší město pražské místo Malá Strana. Význam historických památek a tradice demonstruje na bytostném spojení Malé Strany a tvorby a osobnosti Jana Nerudy. Na případu výstavby paláce Malostranské záložny na Malostranském náměstí ozřejmuje klientelistické metody asanace. Kritizuje též nerespektování názorů odborníků, které demonstruje na ignorování názorů architekta Osvalda Polívky na schůzi zastupitelstva, který se kriticky vyslovoval k radikálním demolicím památek v centru Prahy. Vilém Mrštík jej ve svém manifestu Bestia triumphans za to oceňuje a Polívkovo stanovisko doslovně cituje:"...Na místech rozhodujících nenalézá ideální snažení o zachování starobylého rázu Prahy vždy patřičného ohlasu, ba ani porozumění....- Nicméně " pravil dále "musí se učinit vše možné, aby Praha byla zachráněna před zhyzděním svých nádherných krás, aby se nečinilo násilí jejímu panoramu ."  Esej uzavírá požadavky na odborné posuzování postupu asanace. Rozhodování městské rady, jednání investorů a lobbistických skupin ovládá a řídí Bestia triumphans (Vítězná bestie) jako symbol kulturního vandalismu a bezduchého ničení kulturních hodnot. Mrštík termín Bestia triumhans pregnantně vysvětluje: 
„Aby nikdo nemyslil, že nadáváme, jsme dlužni vysvětliti, co svým názvem "Bestia triumphans" rozumíme. Nepochází od nás, naposled jsme se ho dočetli k Nietzscheově knize "Morgenröthe". Rozumíme pod tím slovem tu míru či nemíru nevzdělanosti, to summum hrubých vlastností ať v člověku, ať v korporaci nebo v celé společnosti a v celém národě, pokud rozhodující převahy nabývají a nabýti smějí nad vlastnostmi a zásadami, jimiž se řídí a k nimž se povznesl každý opravdový vzdělanec. - Je to tedy filosofický termín, označující onu demarkační čáru, kde intelligence přestává a špatné, vzděláním nezušlechtěné síly nad dobrými nejen vítězí, ale daleko je převyšují. Čím nižší svědomí, - tím slepěji zuří neřest, - čím chatrnější vzdělání, - tím slavnější hody sobě strojí úhlavní jeho nepřítel - bestia triumphans. Tak se tomu má nejen u jednotlivce, ale u celých společností, národů i celého lidstva. Větší nebo menší úspěchy této vítězné bestie, výkaz, v jakém počtu se úspěchy tyto vyskytují, - přehled, kde jmenovitě, nejvíce a nejokázaleji a beztrestně vystupují - podává zároveň obraz - až k jakému stupni niveau vzdělanosti člověk, korporace nebo celý národ buď se povznesl - nebo klesl. V našem smyslu tedy bestia trimphans není než rubem humanity a humanismu se vším všudy, co pod slovem humanismus a humanita rozumíme - bestia triumphans je jejím opakem. - Termín tedy kritický. - Označuje určitý stav člověka nebo celé společnosti a užívá se ho k vůli stručnosti. Je přirozeno, že bestie tato přibírá na sebe nejrůznější podoby a masky. Potkáte ji na každém kroku...“

### Pražská asanace

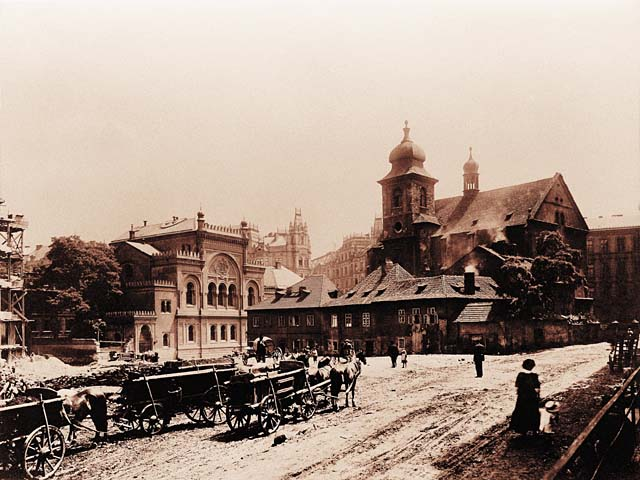
Rudolf Kříženecký: Bourání bloku domů v okolí kostela sv. Ducha a Španělské synagogy

Impulzem k napsání Bestia triumhans byl průběh a rozsah asanace historických částí Prahy, probíhající od roku 1893 podle zákona o vyvlastňování k úpravě assanačního obvodu královského hlavního města Prahy. Asanace se měla týkat především Josefova a části Starého Města a přilehlých oblastí Vltavského nábřeží Na Františku směrem ke Anežskému klášteru, ale asanační plán byl extenzívně rozšiřován na území Starého Města a Malé Strany.Projekt Finis Ghetto byl velmi lukrativní pro stavební firmy a pro investory. Záměr nesmyslé likvidace historicky cenných domů na Starém Městě a Malé Straně mobilizoval odpůrce radikální asanace. Proti bezduché likvidaci památek protestovali historici i spisovatelé. Kritika demolice památek se týkala většinou Starého Města a Malé Strany, nikoli Josefova.V rámci polemik s intenzitou asanace a způsobu rozhodování městské rady vystoupil spisovatel Vilém Mrštík. Kromě eseje Bestia triumphans. V letech 1896–1899 byla proti asanaci a metodám městské rady zorganizována protestní shromáždění a vydána prohlášení významných osobností. Opakovaně na obranu památek vystoupil spisovatel Vilém Mrštík s Manifestem českému lidu (1896), se svým proslulým manifestem Bestia triumphans v roce 1897, na manifestační a protestní schůze pražského lidu, konané dne 16. dubna 1899 na Žofíně, Manifestem českému lidu (1896).Mrštík název eseje zvolil tak vhodně a nadčasově, že se stal v dalším století synonymem pro podobné metody pro likvidaci památek v zájmu lobbistických stavebních a investičních skupin. (Např. o nahrazení vyhořelého křídla Průmyslového paláce na Výstavišti plastovou dekorací: ...Levé křídlo vyhořelo 16. října 2008 a bylo nahrazeno umělohmotnou karikaturou. Velkorysý Wiehlův prostor zavalen obludnou umělohmotnou boudou. Bestia triumphans.)

## Akvarely Václava Jansy zachycující zbořené domy

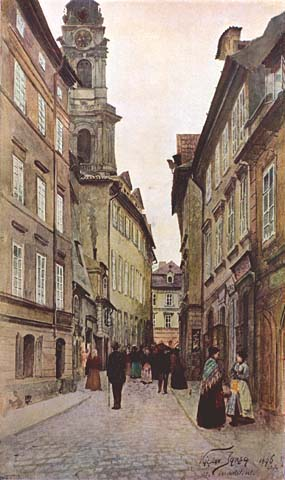
Václav Jansa – Karmelitská u staré újezdské brány (domy vpravo byly zbořeny)
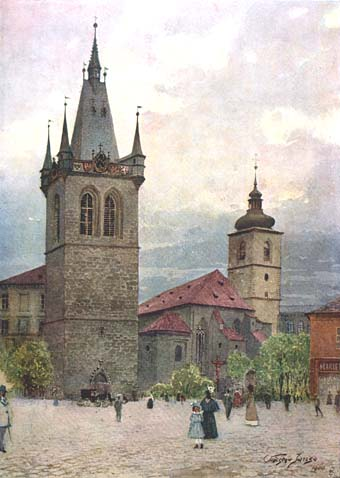
Václav Jansa – Kostel svatého Jindřicha
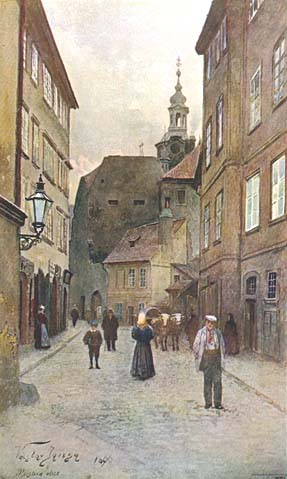
Václav Jansa – Maiselova ulice od severu, po demolici roku 1896 zhruba v těchto místech Pařížská
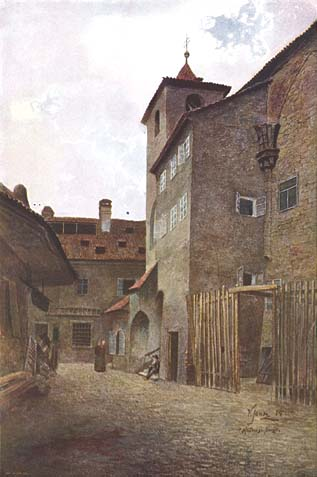
Václav Jansa – Nádvoří Anežského kláštera od východu.
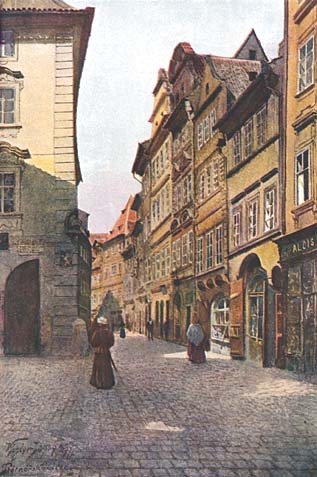
Václav Jansa – Platnéřská ulice od východu
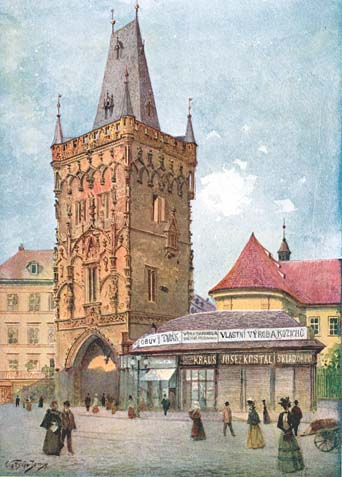
Václav Jansa – Prašná brána po Mockerově rekonstrukci
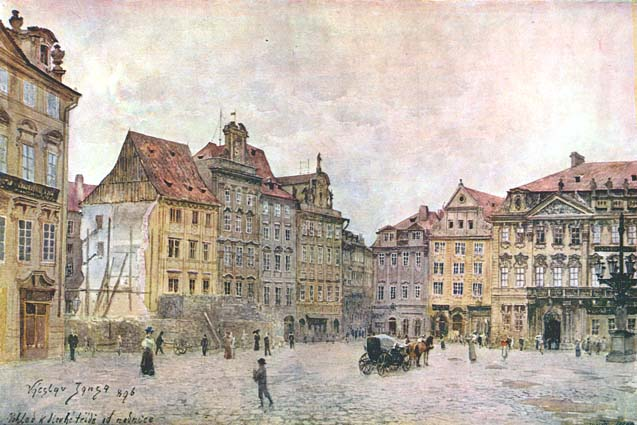
Václav Jansa – Staroměstské náměstí, severní strana (po prvním asanačním zásahu, 1896)